# Keith West
Keith West,  ursprungligen Keith Alan Hopkins, född den 6 december 1944 i Liverpool, är en brittisk sångare, gitarrist och låtskrivare. Keith West började sin karriär i ett modband kallat Four+1. Han blev sedan medlem i gruppen the In Crowd, vilken mynnade ut i den psykedeliska rockgruppen Tomorrow. Tomorrow gjorde sig känd i Englands undergroundscen genom liveuppträdanden, men gjorde inget större avtryck på skivmarknaden.
Keith West själv gav medan han var med i gruppen ut "minioperan" "Excerpt from A Teenage Opera", ett stycke musik som handlade om butiksägaren Jacks död, komplett med en stor orkester och barnkör. Den var skriven av West och Mark Wirtz, den sistnämnde under pseudonymen "Philwit". Låten blev en stor europeisk hit sommaren 1967 (#2 på Englandslistan, #1 på svenska Tio i topp hösten samma år). Han gav ut uppföljarsingeln "Sam", men den försvann snabbt från Englandslistan efter att ha toppat på plats 38. Att West fått en så stor hit själv gjorde dock att Tomorrow föll sönder. Gruppen var historia våren 1968 efter att debutalbumet inte nått någon bred publik.
"Excerpt from A Teenage Opera" var ursprungligen tänkt som del av en musikal/rockopera som aldrig färdigställdes 1967. Först 2017 gjordes den klart av Wirtz och West och uppfördes på Youth Music Theatre.

## Listplaceringar, Excerpt from "A Teenage Opera"
| Lista (1967)   | Position         |
| -------------- | ---------------- |
| Danmark        | 4 (DR "Top 20")  |
| Flandern       | 2                |
| Irland         | 3                |
| Nederländerna  | 1                |
| Nya Zeeland    | 10 (NZ Listner)  |
| Storbritannien | 2                |
| Sverige        | 5 (Kvällstoppen) |
| Sverige        | 1 (Tio i topp)   |
| Västtyskland   | 2                |
| Österrike      | 11               |